# Sean Costello
Sean Costello est un chanteur et guitariste américain, né le 16 avril 1979 et décédé le 15 avril 2008 à Atlanta. Il était considéré comme une étoile montante du blues.

## Biographie
Sean est né à Philadelphie en 1979. Sa carrière débute alors qu'il est encore à l'école. À l'âge de 14 ans il remporte le Memphis Blues Society's Talent Award. Il sort son premier album, Call The Cops à l'âge de 17 ans. En 2000, il travaille sur l'album de Susan Tedeschi Just Won't Burn, qui obtient un disque d'or. La même année il sort son album Cuttin' In, qui lui vaut également un disque d'or. Son talent l'amène à jouer avec des légendes de la musique comme B.B King ou Buddy Guy.
Costello est découvert mort le 15 avril dans sa chambre d'hôtel, la veille de son vingt-neuvième anniversaire, décédé probablement d'overdose. Il était l'un des guitaristes de blues les plus prometteurs de ces dernières années.

## Influences
Sean Costello avait des influences variées:
Blues: Robert Lockwood, Howlin' Wolf, B.B King, Muddy Waters et de nombreux autres.
Rock: les groupes incontournables du XXe siècle: The Beatles, The Rolling Stones, ..
Mais également jazz, avec un auteur comme Grant Green.
Ces différentes influences lui ont permis de nourrir un son intéressant et varié.

## Instrument
Il jouait sur une Les Paul dorée, la Gibson Les Paul Goldtop 1956, caractérisée par des micro P-90.

## Discographie
- Call The Cops (1996)
- Cuttin' In (2000)
- Moanin' For Molasses (2002)
- Sean Costello (2005)
- We Can Get Together (2008)